# Cầu Dùng
Cầu Dùng là một cây cầu treo trên quốc lộ 46B bắc qua sông Lam tại thị trấn Dùng, huyện Thanh Chương, tỉnh Nghệ An. Cầu dài 215 mét, là cầu treo dây võng.